# Homalictus groomi
Homalictus groomi (лат.) — вид пчёл рода Homalictus из семейства Halictidae. Эндемик Фиджи, который был назван в честь Dr. Scott V. C. Groom, инициатора исследования местных пчёл.

## Распространение
Острова Океании: Фиджи (Viti Levu). На высотах от 730 м до 1000 м.

## Описание
Пчёлы мелкого размера (около 5 мм). От близких видов отличаются следующими признаками: у самцов места прикрепления усиков и окологлазничная область сильно вдавленная; задняя поверхность проподеума имеет диагональные бороздки (вентрально и проксимально), которые соединяется с дорсальными бороздками; гениталии самцов имеют большой гребень, проксимальный к гоностилю. Основная окраска зеленоватая и чёрная. Голова и грудь покрыты волосками (опушение самок более плотное и длинное); длинные волоски на нижней стороне брюшка. Мандибулы могут быть простыми или двузубчатыми. Проподеум имеет слабый киль вдоль заднего спинного края. На задних голенях несколько шипиков. Когти всех исследованных образцов были расщеплены. Базальная жилка переднего крыла изогнутая. Язычок короткий. Ведут одиночный образ жизни. Гнездятся в почве.

## Классификация
Таксон впервые был описан в 2019 году в ходе ревизии рода, проведённой австралийскими энтомологами Джеймсом Дори, Майклом Шварцом и Марком Стивенсом (South Australian Museum, Аделаида, Австралия) по материалам из Фиджи. Пчёлы из трибы Halictini подсемейства Halictinae.